# Округ Питсбург (Оклахома)
Округ Питсбург (енгл. Pittsburg County) је округ у америчкој савезној држави Оклахома.

## Демографија
По попису из 2010. године број становника је 45.837, што је 1.884 (4,3%) становника више него 2000. године.
| Група             | 2000.          | 2010.          |
| Белци             | 33.528 (76,3%) | 32.959 (71,9%) |
| Афроамериканци    | 1.768 (4,0%)   | 1.525 (3,3%)   |
| Азијати           | 117 (0,3%)     | 189 (0,4%)     |
| Хиспаноамериканци | 939 (2,1%)     | 1.786 (3,9%)   |
| Укупно            | 43.953         | 45.837         |